# Hôtel de Pourtalès
El Hôtel de Pourtalès es una mansión privada ubicado en el número 7 de la rue Tronchet, en el VIII Distrito de París, a cien metros de la Iglesia de la Madeleine.

## Historia
Fue después de la muerte de su esposa, Anna Henriette de Palézieux-Falconnet, en 1836, que el conde James-Alexandre de Pourtalès le pidió al arquitecto Félix Duban que le construyera una mansión en un estilo inspirado en el Renacimiento italiano en el nuevo distrito de moda de Madeleine. Fue construido entre 1838 y 1839, diseñado como un gran apartamento con "habitaciones sorprendentemente pequeñas". Louis Hautecœur diseño la fachada con botones, pilastras, ventanas de entablamento, friso adornado con amores como un conjunto de elementos tomados del siglo XVII. Félix Duban no buscó hacer una mansión privada imitando el arte toscano y florentino sino "evocando al palacio italiano ideal y realiza una de sus fantasías pintadas en piedra. Reveló la moda del estilo neorrenacentista de la época. La fachada y el patio interior porticado recuerdan a los palacios toscanos. Una escalera monumental conduce al piso donde estaban los apartamentos y la colección de obras de arte del conde de Pourtalès. En este recuerdo del Renacimiento, Félix Duban evita la sobrecarga y la afectación, pero lo utiliza como garantía de rigor y refinamiento para servir de escenario a la colección de obras de arte del conde. Théophile Gautier describe el hotel como " objeto de arte". 
En la primera planta encontramos, del lado de la calle, la biblioteca y el dormitorio, del lado del patio, la antecámara y el comedor, así como la galería de cuadros con iluminación cenital gracias a un techo de vidrio, la sala de los etruscos en cul-de-four, la capilla gótica para objetos de la Edad Media y el Renacimiento. Decoración interior, también de Duban. Un inventario realizado en 1850 revela el mobiliario del hotel al estilo de Carlos X.
La colección incluye más de trescientas pinturas de los siglos XVI y XVII,con lienzos de Ingres, Vernet, Delaroche, Turpin de Crissé, Léopold Robert, paisajes suizos, lienzos de estilo trovador. Los mármoles se agrupan en la planta baja. Pequeños bronces antiguos, terracotas y jarrones antiguos se presentan en dos salas contiguas a la galería de pintura. En total, el inventario después de la muerte señala 3 500 piezas.
A su muerte, pasó a manos de su hijo, el conde Edmond de Pourtalès-Gorgier.
La galería donde se presentaron las famosas colecciones del patrocinador permanece en el lugar durante diez años después de la muerte del Conde de Pourtalès, en 1855, según su testamento. Sus colecciones fueron dispersadas en subasta pública en febrero de 1865, según el deseo de su propietario. El conde Edmond de Pourtalès confió a Hippolyte Destailleur la reforma entre 1865-1866, 1869, y en 1869-1870. La galería de pinturas fue destruida y transformada en comedor. Se le añadió una planta al hotel.

La condesa de Pourtalès, de soltera Bussière, fue la encarnación de la elegancia y el aire del gran mundo durante el Segundo Imperio y los comienzos de la Tercera República. Era amiga de la emperatriz Eugenia y la princesa Pauline von Metternich. Inspiró a los pintores Schuler, Baron, Hébert, Carolus-Duran. Los pintores Jalabert, Spindler y Winterhalter lo retrataron. Su salón era uno de los más renombrados de París.

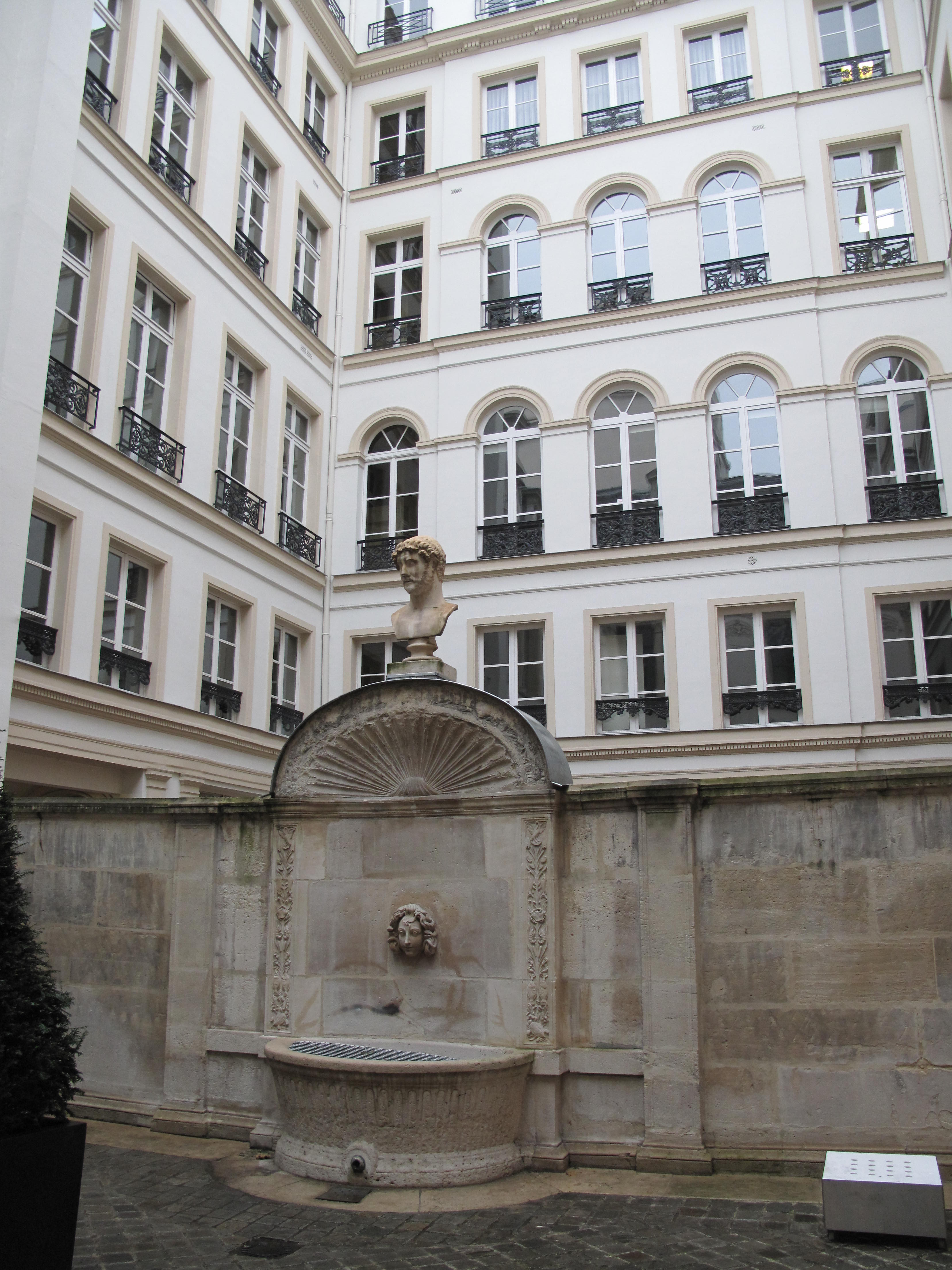
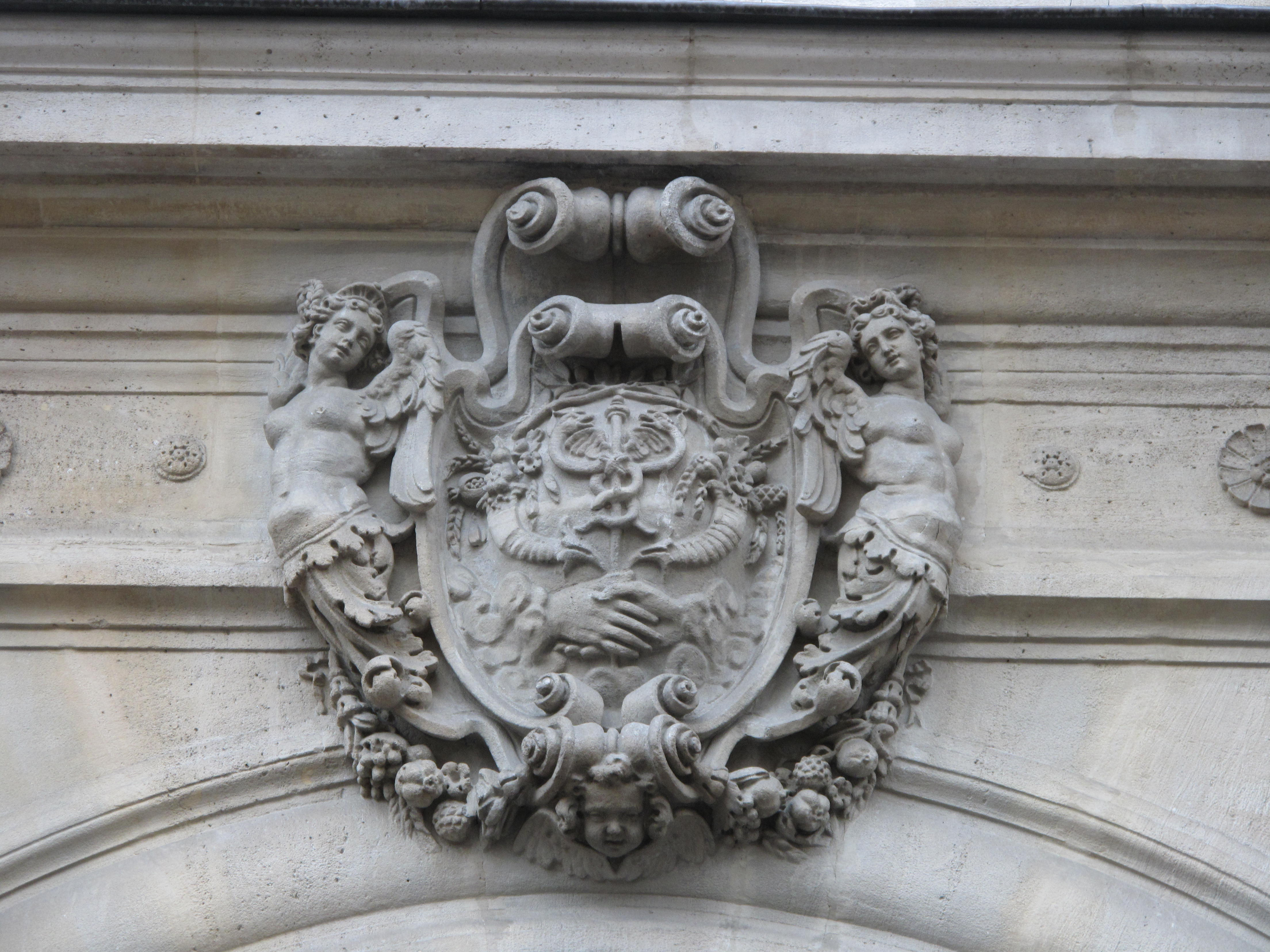
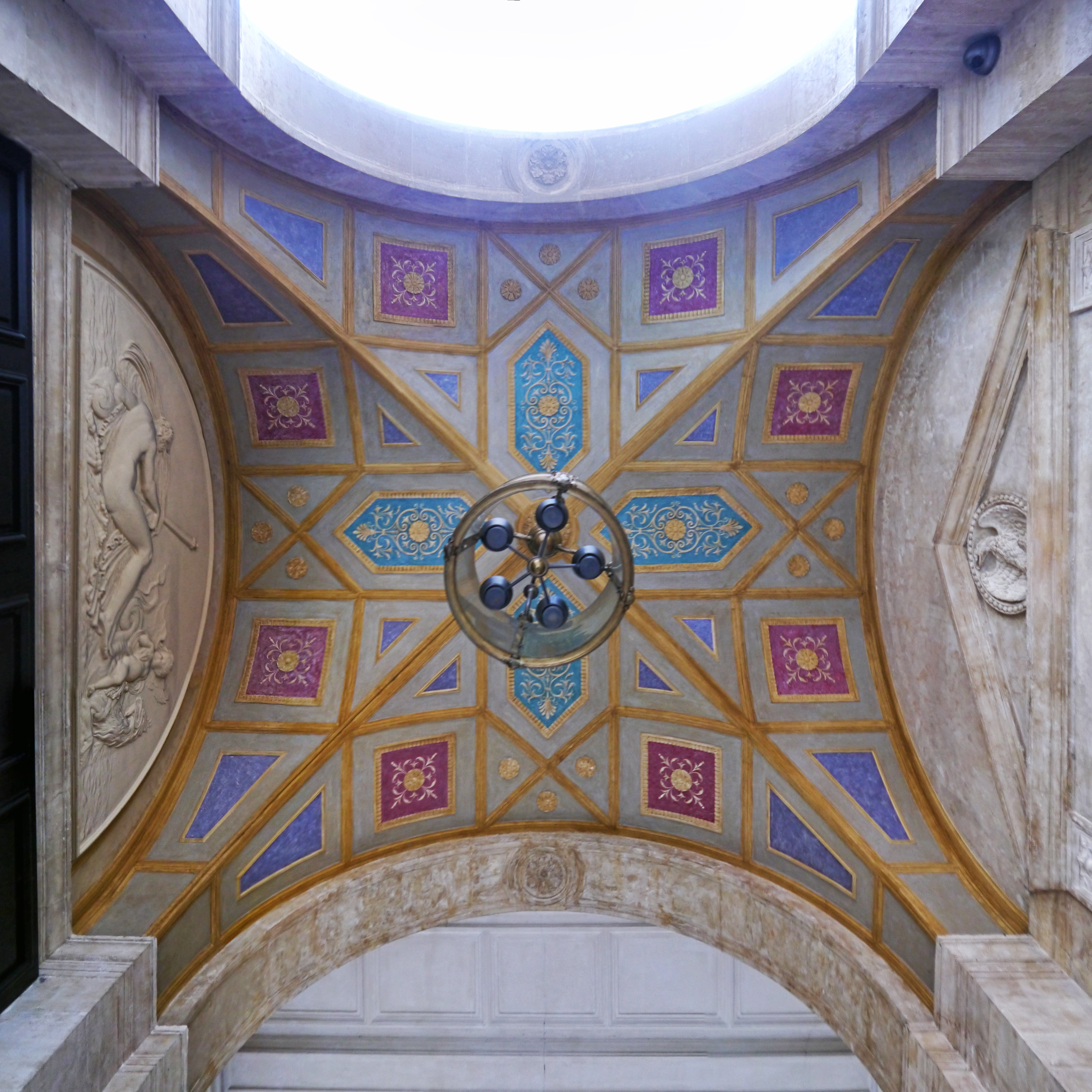

## Hotel

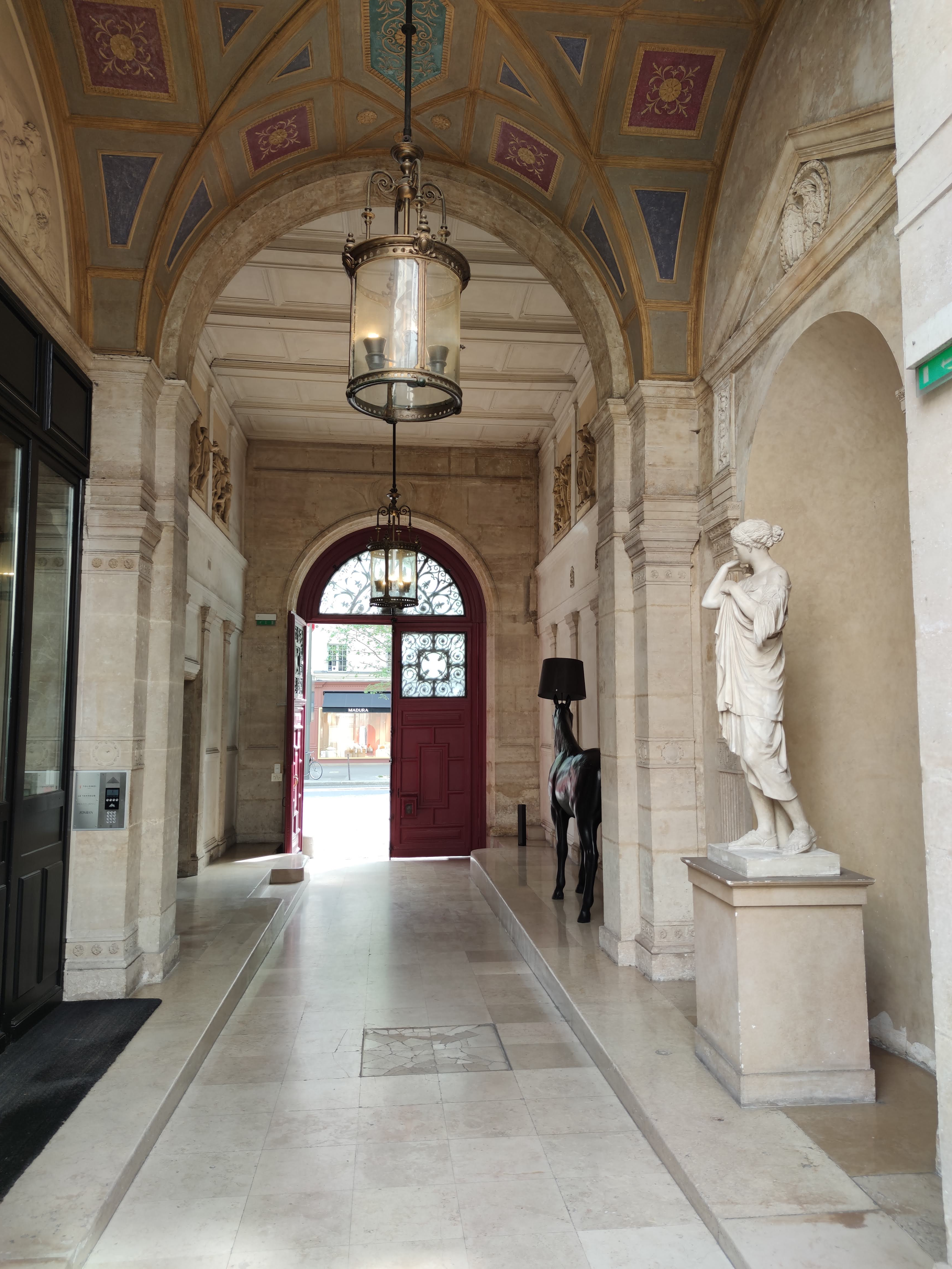
Sala.

También llamado el "Sin dirección", fue alquilado regularmente a celebridades, incluida la familia Kardashian, acostumbrada a este lugar. Pourtalès ofrece apartamentos con servicios de hotel. De estilo florentino, es famoso por haber albergado a estrellas como Leonardo DiCaprio, Madonna y Prince . Zlatan Ibrahimović residió allí un año durante su paso por el Paris Saint-Germain. Consta de nueve apartamentos de lujo que van desde los 95 hasta los 350 m2  . Un equipo de veinte empleados está a disposición de los clientes, incluido un chef.
Está gestionado por la sociedad No Address France, cuyo accionista mayoritario es el Sr. Shezi Nackvi, también presente en el grupo hotelero The Peninsula Hotels.
En la noche del 2 al 3 de octubre de 2016, Kim Kardashian fue atacada allí mientras robaban joyas por valor de varios millones de euros.

## Protección
La fachada de la calle se incluyó en el inventario adicional de monumentos históricos el 4 de noviembre de 1927, y luego se amplió a todo el edificio el 17 de septembre de 2002.
Fue objeto de una campaña de restauración entre el 2006 y el 2008 bajo la dirección del arquitecto Anthony Béchu.